# MTV Europe Music Award za nejlepší Rock
Seznam výherců a nominovaných MTV Europe Music Awards v kategorii Nejlepší Rock.

## 1990 - 1999
| Rok  | Vítěz                 | Nominovaní                                                               |
| ---- | --------------------- | ------------------------------------------------------------------------ |
| 1994 | Aerosmith             | - Metallica - Rage Against the Machine - Soundgarden - Therapy?          |
| 1995 | Bon Jovi              | - Green Day - Oasis - The Offspring - Therapy?                           |
| 1996 | The Smashing Pumpkins | - Bon Jovi - Die Toten Hosen - Metallica - Oasis                         |
| 1997 | Oasis                 | - Aerosmith - Jon Bon Jovi - Bush - Skunk Anansie                        |
| 1998 | Aerosmith             | - Garbage - Marilyn Manson - Rammstein - The Smashing Pumpkins           |
| 1999 | The Offspring         | - The Cardigans - Lenny Kravitz - Marilyn Manson - Red Hot Chili Peppers |

## 2000 - 2009
| Rok   | Vítěz                 | Nominovaní                                                          |
| ----- | --------------------- | ------------------------------------------------------------------- |
| 2000  | Red Hot Chili Peppers | - Bon Jovi - Foo Fighters - Korn - Limp Bizkit                      |
| 2001  | Blink 182             | - Crazy Town - Limp Bizkit - Linkin Park - U2                       |
| 2002  | Red Hot Chili Peppers | - Bon Jovi - Coldplay - Nickelback - U2                             |
| 2003  | The White Stripes     | - Good Charlotte - Linkin Park - Metallica - Red Hot Chili Peppers  |
| 2004  | Linkin Park           | - The Darkness - Good Charlotte - Green Day - Red Hot Chili Peppers |
| 2005  | Green Day             | - Coldplay - Foo Fighters - Franz Ferdinand - U2                    |
| 2006  | The Killers           | - Evanescence - Keane - Red Hot Chili Peppers - The Strokes         |
| 2007* | 30 Seconds to Mars    | - Evanescence - Fall Out Boy - Linkin Park - My Chemical Romance    |
| 2008* | 30 Seconds to Mars    | - Linkin Park - Metallica - Paramore - Slipknot                     |
| 2009  | Green Day             | - Foo Fighters - Kings of Leon - Linkin Park - U2                   |

(*) - kategorie nesla název Rock Out

## 2010 - 2019
| Rok  | Vítěz              | Nominovaní                                                        |
| ---- | ------------------ | ----------------------------------------------------------------- |
| 2010 | 30 Seconds to Mars | - Kings of Leon - Linkin Park - Muse - Ozzy Osbourne              |
| 2011 | Linkin Park        | - Coldplay - Foo Fighters - Kings of Leon - Red Hot Chili Peppers |
| 2012 | Linkin Park        | - Coldplay - Green Day - The Killers - Muse                       |